# Río Mulatos (vattendrag i Colombia)
Río Mulatos är ett vattendrag i Colombia.   Det ligger i departementet Antioquía, i den nordvästra delen av landet, 500 km nordväst om huvudstaden Bogotá.